# L'Expulsió dels mercaders (Minneapolis)
L'expulsió dels mercaders del temple és una obra d'El Greco, datada entre 1571 i 1576 durant el seu període romà. S'exhibeix a l'Institut d'Art de Minneapolis de Minneapolis (Estats Units). El pintor va usar aquesta temàtica diverses vegades més a la seva carrera, per la qual cosa és una de les formes més estudiades per tal d'estudiar l'evolució del seu estil artístic.

## Anàlisi de l'obra
Oli sobre llenç; 116.84 x 149.86 cm.; circa 1570; Minneapolis Institute of Art, Minneapolis.
Signat en el graó de l'esquerra del centre amb lletres majúscules gregues: DOMÉNIKOS THEOTOKÓPOULOS KRÈS E`POÍEI
Aquesta obra és una de les primeres mostres de la maduresa d'El Greco. El pintor va mantenir les línies bàsiques de la seva primera versió i aconsegueix crear dos grups contraposats.
Segons Harold Wethey, aquest llenç és l'obra mestra de l'etapa italiana d'El Greco. La composició representa un gran progrés resprecte a L'Expulsió dels mercaders (Washington), i hom la situa a l'etapa romana del mestre, perquè la integració de les figures ha millorat notablement. La pintura és aplicada amb molt gruix, especialment en les carnacions, i el colorit és clar i ric, de manera que expressa molt bé l'organització de la composició. És molt bonic el resplendor groc i vermell de l'ocàs darrera l'arc i la galeria.
La figura de Crist presideix l'escena enmig d'un complex marc arquitectònic. Les figures de la composició estan perfectament tractades, i l'obra presenta una gran influència de l'escola veneciana, especialment de Tizià i Correggio. No hi ha total unanimitat sobre qui són els quatre personatges que apareixen a la cantonada inferior dreta, però és gairebé segur que són els qui més van influir en la formació del jove pintor cretenc: Miquel Àngel, Rafael Sanzio, Giulio Clovio i Ticià.

## Procedència
- Duc de Buckingham, a York House, 1635
- Venut a Anvers, l'any 1649.
- Lord Yarborough
- Adquirit pel Minneapolis Institute of Art, l'any 1924.[5]